# BAN (노래)
〈BAN〉(반)은 일본의 여성 아이돌 그룹 사쿠라자카46의 노래. 2021년 4월 14일에 사쿠라자카46의 두 번째 싱글로 소니 레코드에서 발매되었다.

## 개요
- 사쿠라자카46에 개명 후 전작인 〈Nobody's fault〉 발매 이후 두 번째 싱글이다.

### 내용주
1. ↑  케야키자카46 명의의 싱글 10번째(전달 한정 싱글을 포함)이다.